# Brockenberg
Der Brockenberg ist ein Berg in Liebenau in Oberösterreich. Mit einer Höhe von 1053 m ü. A. ist er die höchste Erhebung von Liebenau. Auf seinem Gipfel befindet sich eine Aussichtswarte.

## Lage
Der Brockenberg liegt im unteren Mühlviertel in der Region Mühlviertler Alm und erhebt sich auf dem Gemeindegebiet von Liebenau im Bezirk Freistadt.

## Touristische Erschließung
Der Brockenberg ist ein beliebtes Wander- und Ausflugsziel. Mehrere Wanderwege führen von Liebenau auf den Berg, auf dessen Gipfel sich eine Aussichtswarte befindet.

### Brockenbergwarte
Die Aussichtswarte des Österreichischen Alpenvereins bietet einen Rundblick bis in die Alpen und nach Böhmen. Die erste Warte am Brockenberg wurde bereits 1828 erbaut. In den Jahren 1887, 1914 und 1962 wurde die Aussichtswarte jeweils neu errichtet.

### Sender Brockenberg
Direkt neben der Aussichtswarte befindet sich der Sender Brockenberg, der mit Richtfunkantennen der Telekom Austria sowie mit UKW Rundfunkantennen des ORF bestückt ist.

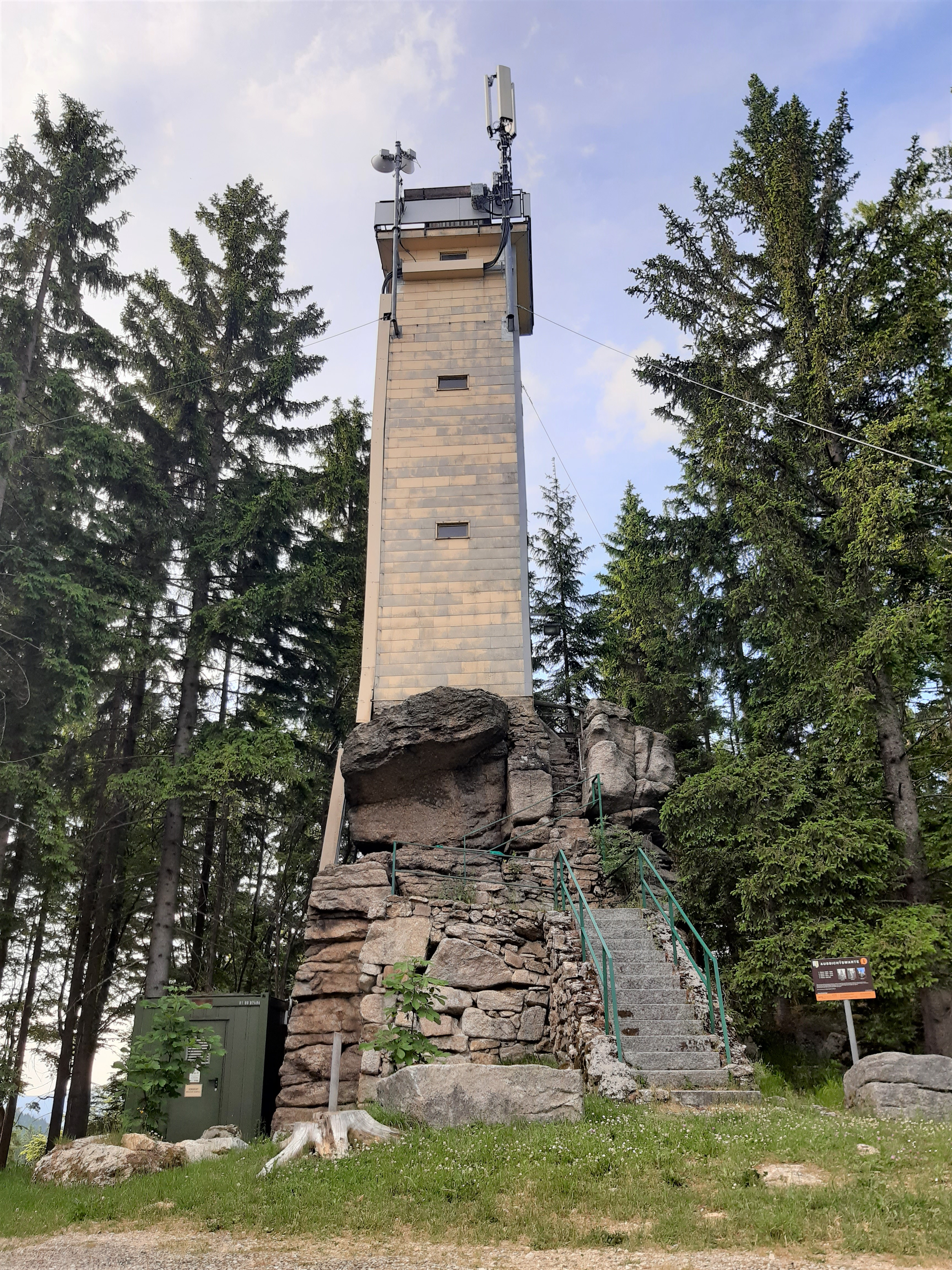
Aussichtswarte am Brockenberg im Juni 2021
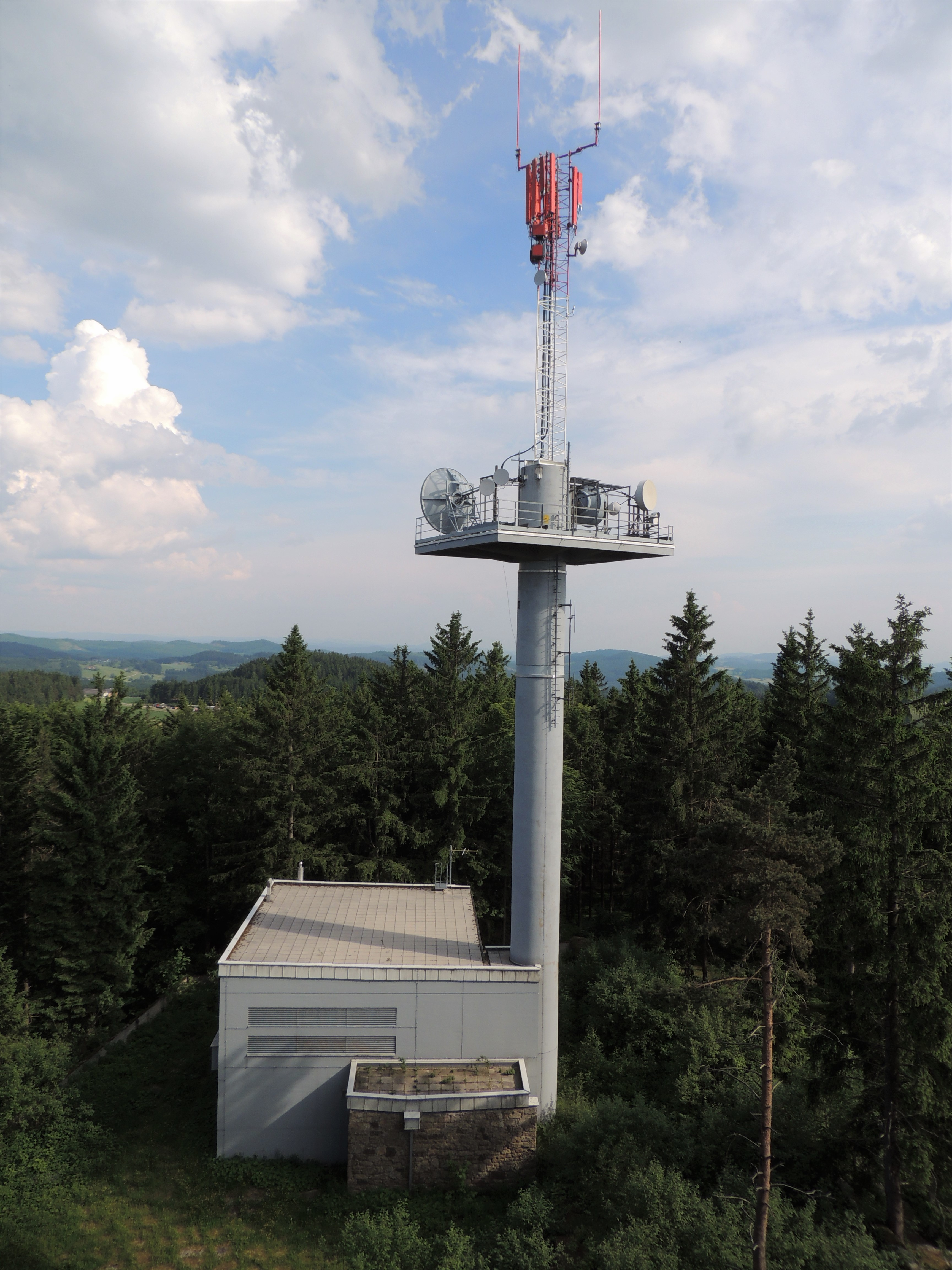
Sender Brockenberg von der in unmittelbarer Nähe liegenden Aussichtswarte gesehen